# Zuzana Čížková

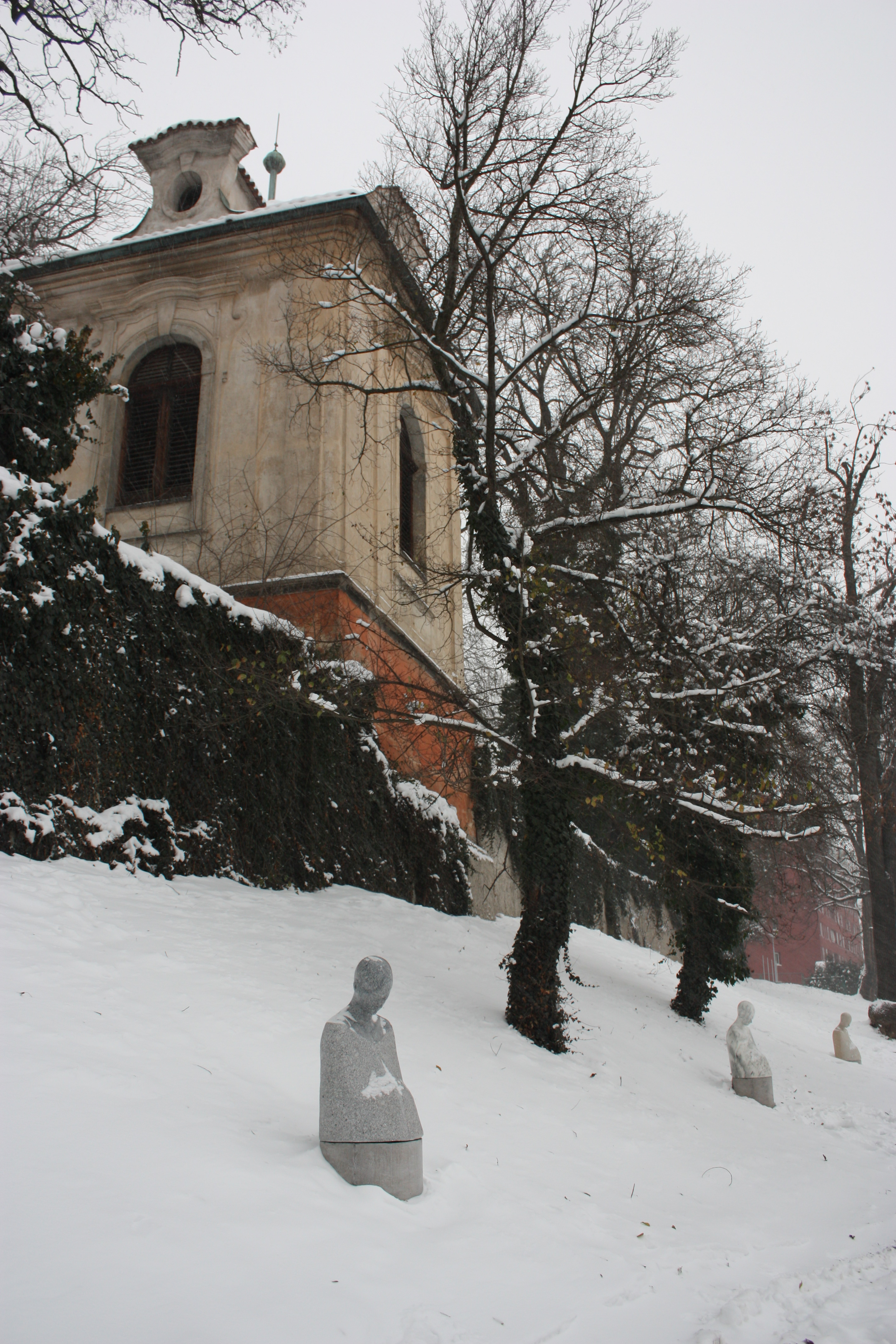
Trois madones réalisés a Prague - Prosek

Zuzana Čížková connu aussi comme Zuzana Klára Čížková (née le 10 décembre 1982 à Prague) est une peintre et sculptrice tchèque. Née à Prague, alors en Tchécoslovaquie, elle a grandi à Brandýs nad Labem, au nord–est de Prague.
Pendant son enfance, elle a été inspirée par son grand-père qui était restaurateur. Elle a étudié à l’École secondaire pour les sculpteurs et taillerie de pierre à Hořice. Elle a étudié a l'École des arts appliqués entre 2005 et 2011, elle a été diplômé cette année dans l’atelier de sculpture de professeur Kurt Gebauer. Pendant ses études Zuzana Čížková a fait aussi les stages à Bâle en Suisse et dans les célèbres carrières de Carrare en Italie.
Pendant ses études à l'école secondaire et peu temps après, Zuzana Čížková travaillait surtout à l'aide des technologies et matériaux classiques (pierre et plâtre), mais plus tard elle a commencé à expérimenter avec les matériaux à la base de ciment.
En 2005 et 2007 Zuzana Čížková a exposé au Salon des indépendants à Paris en tant que représentante des jeunes artistes tchèques, choisie à l’occasion de l’accession de la Tchéquie à l’Union européenne.En 2009 on lui a décerné le prix „Inspiration par le bien, Winton Train, Prague-Londres“ dans la branche des Arts plastiques. Elle vit et travaille à Dobřichovice.

## Œuvre dans l'espace publique

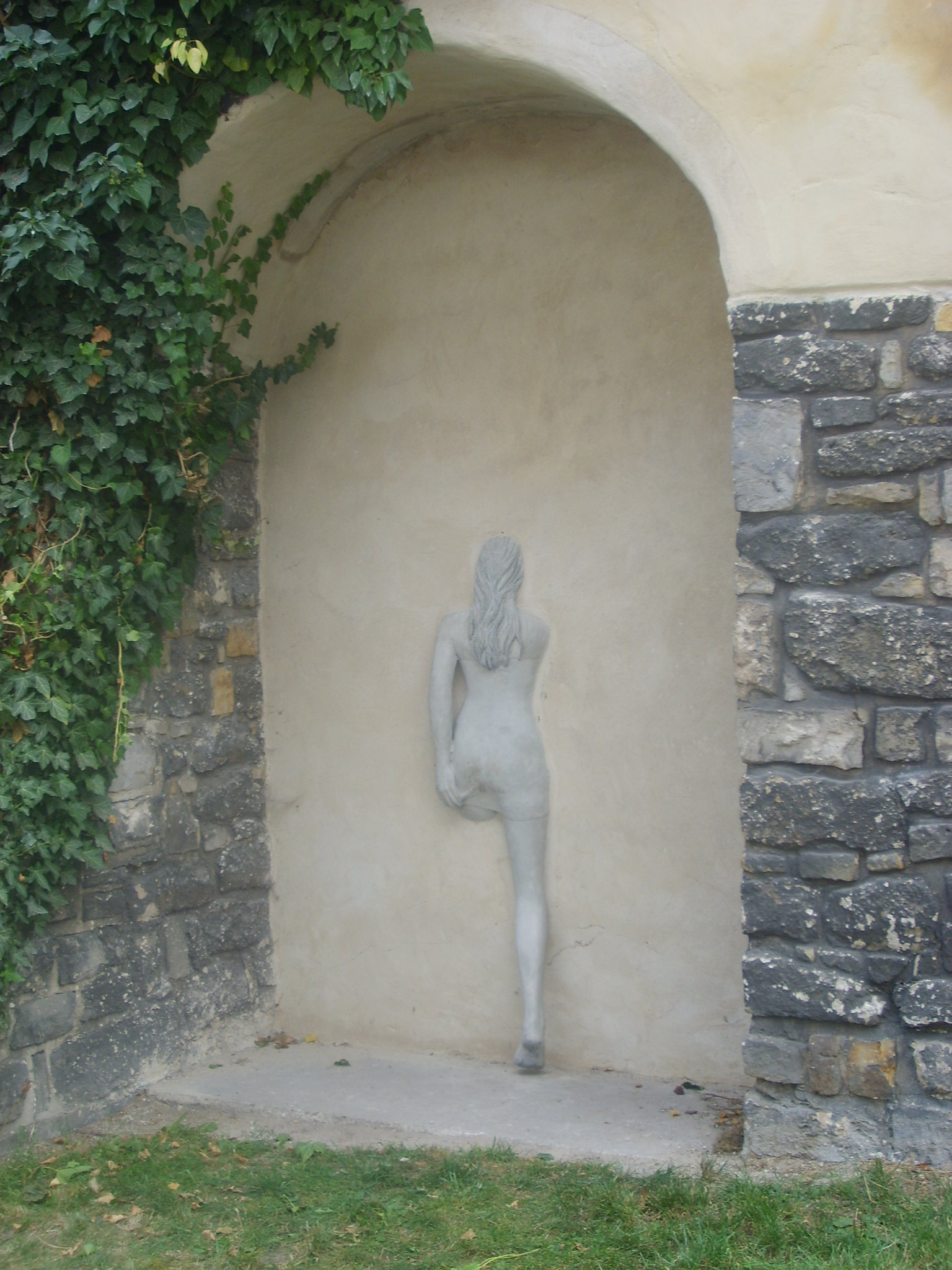
La maîtresse de l’empereur Rodolphe II à Brandýs nad Labem (2006)
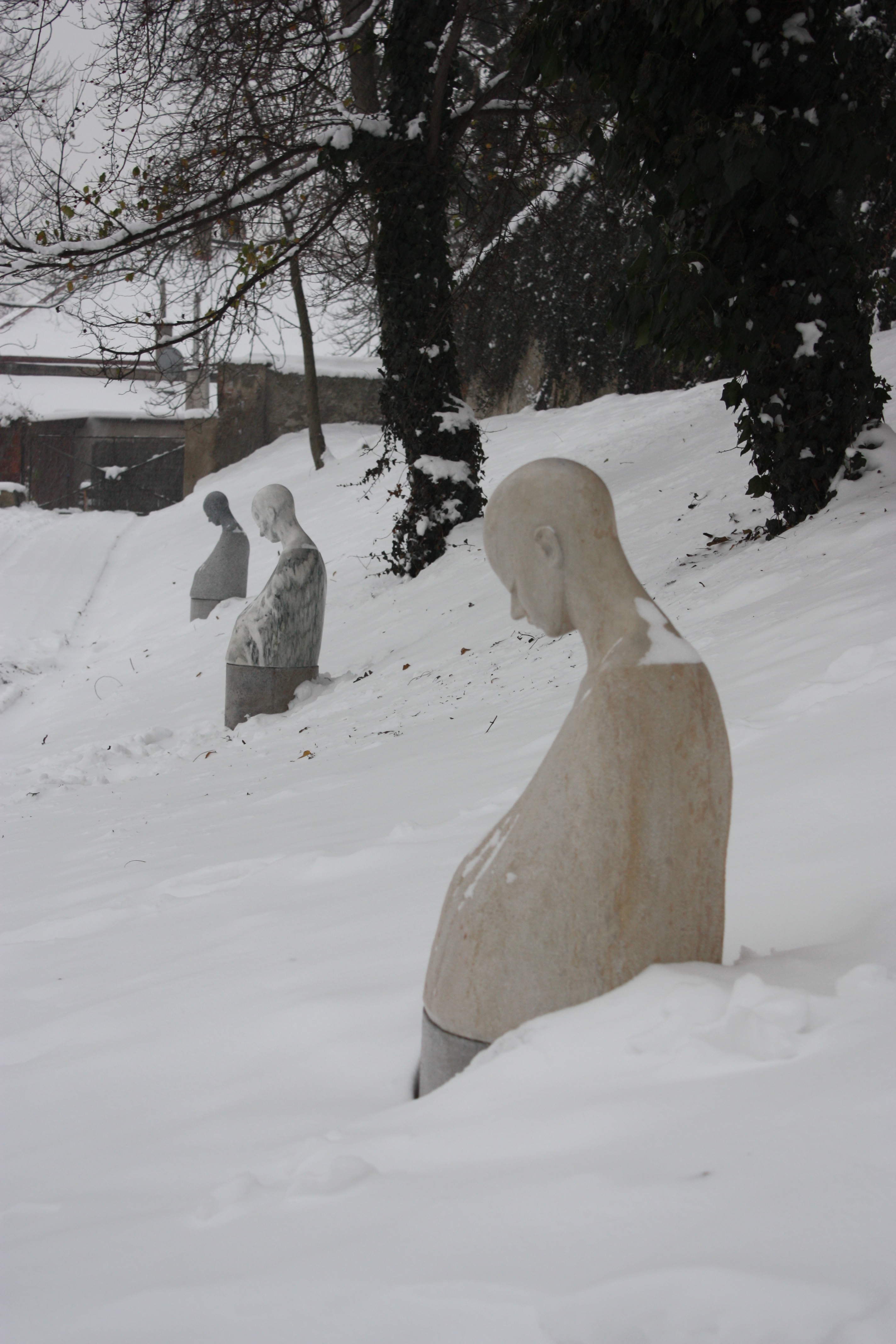
Trois madones à Prague – Prosek (2010)
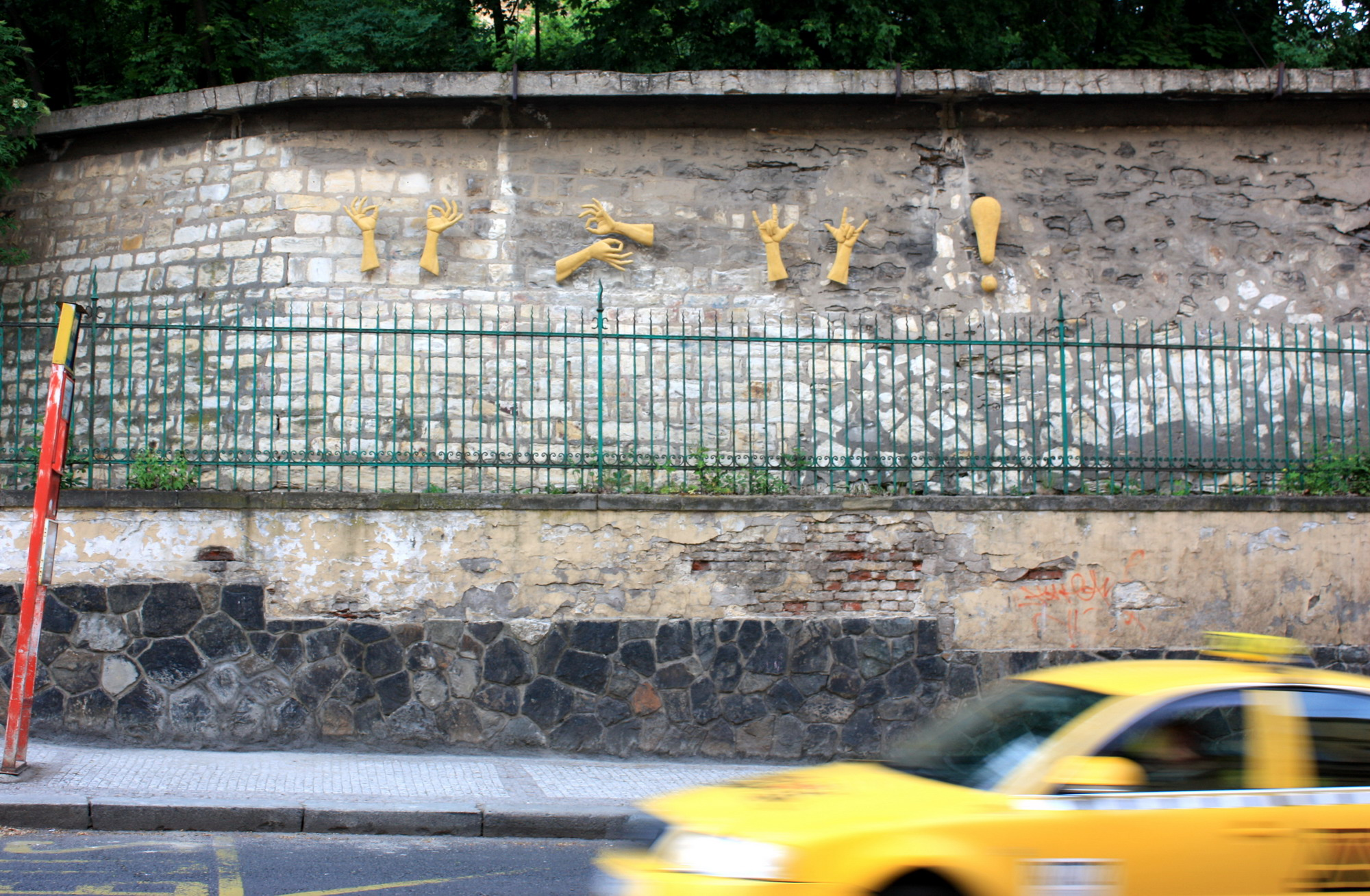
Langue des signes – à Prague – Smíchov (2011)
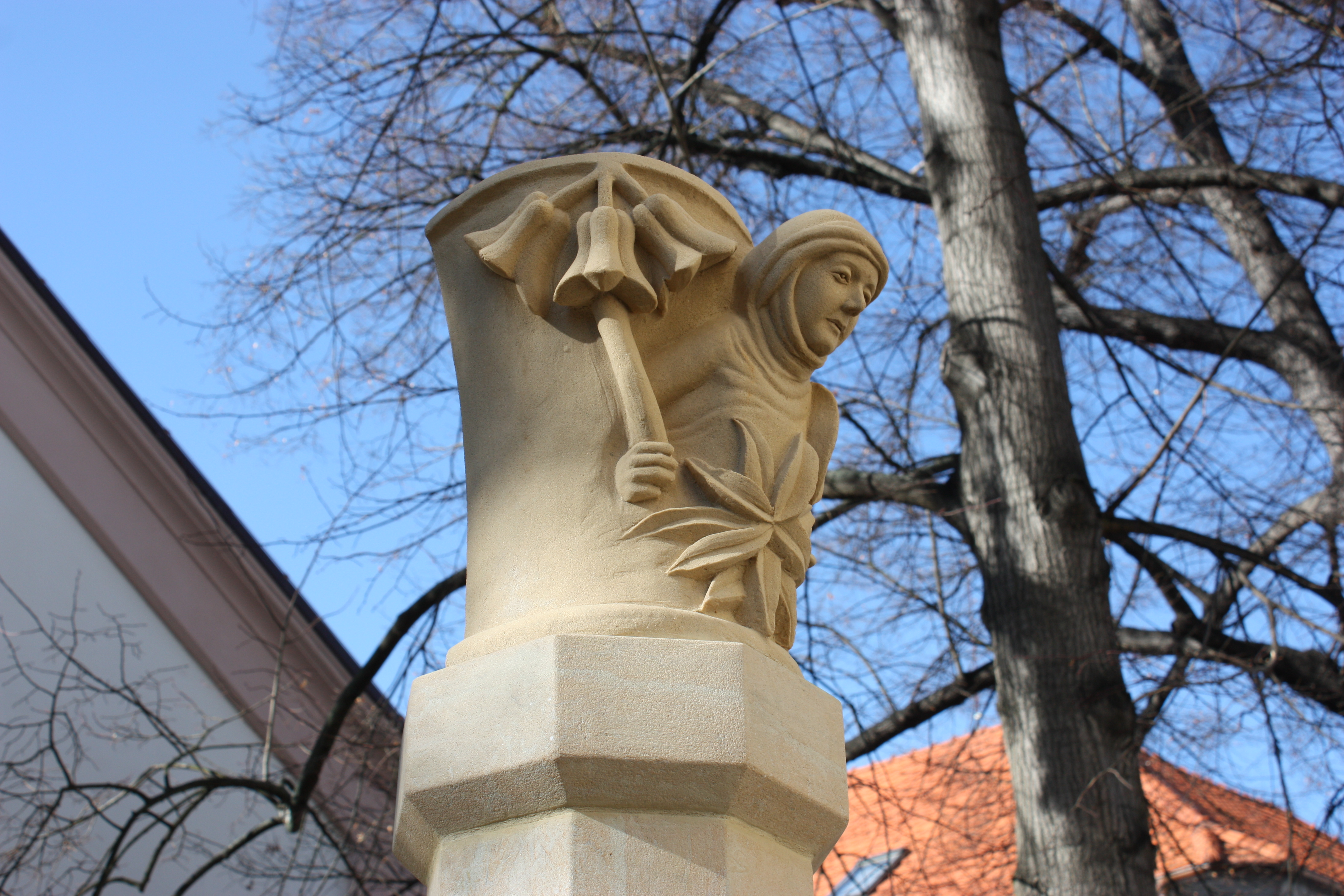
Monument à Saint Agnès de Bohème à Poděbrady (2012)
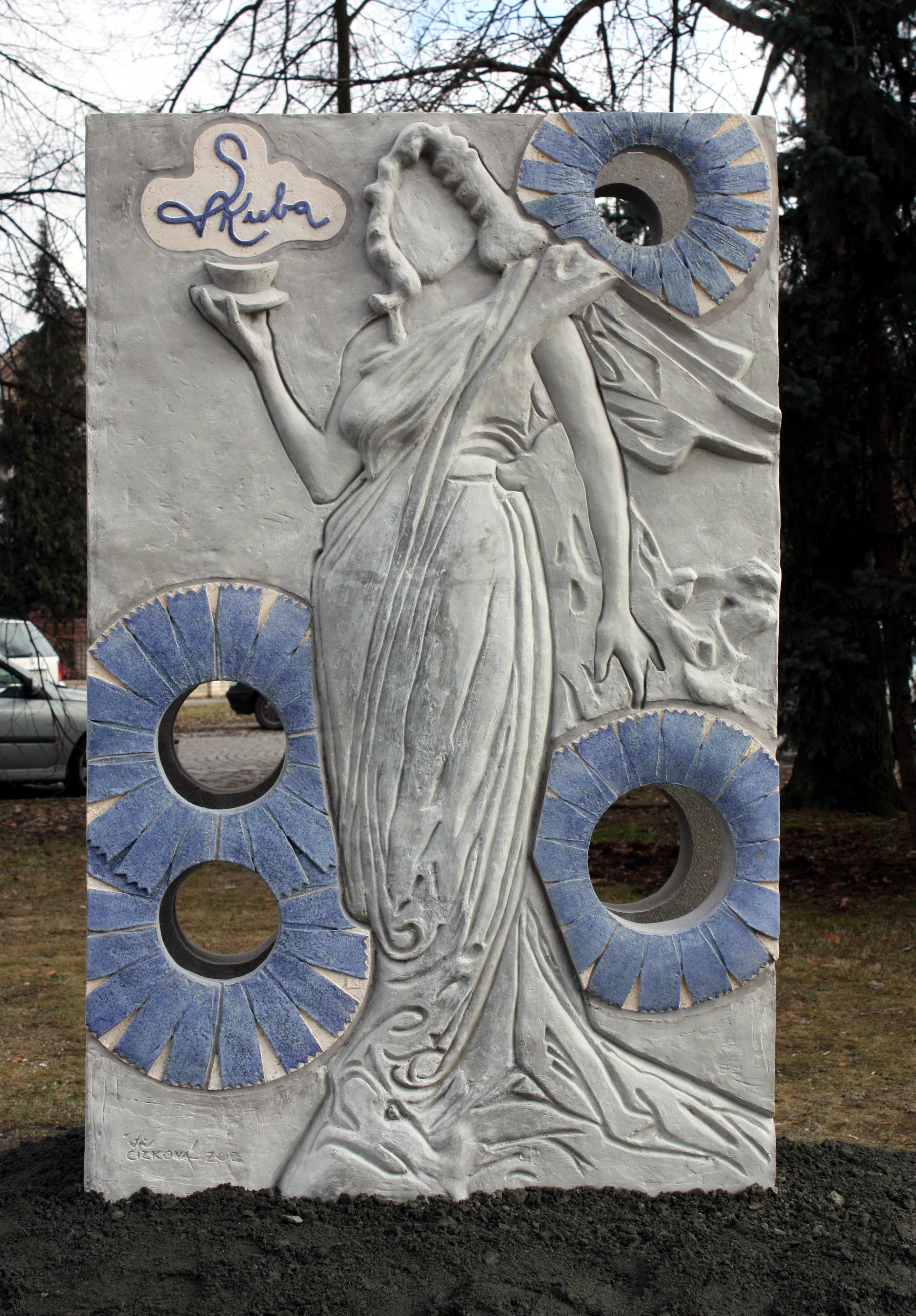
Monument à Ludvík Kuba à Poděbrady (2013)

## Peinture

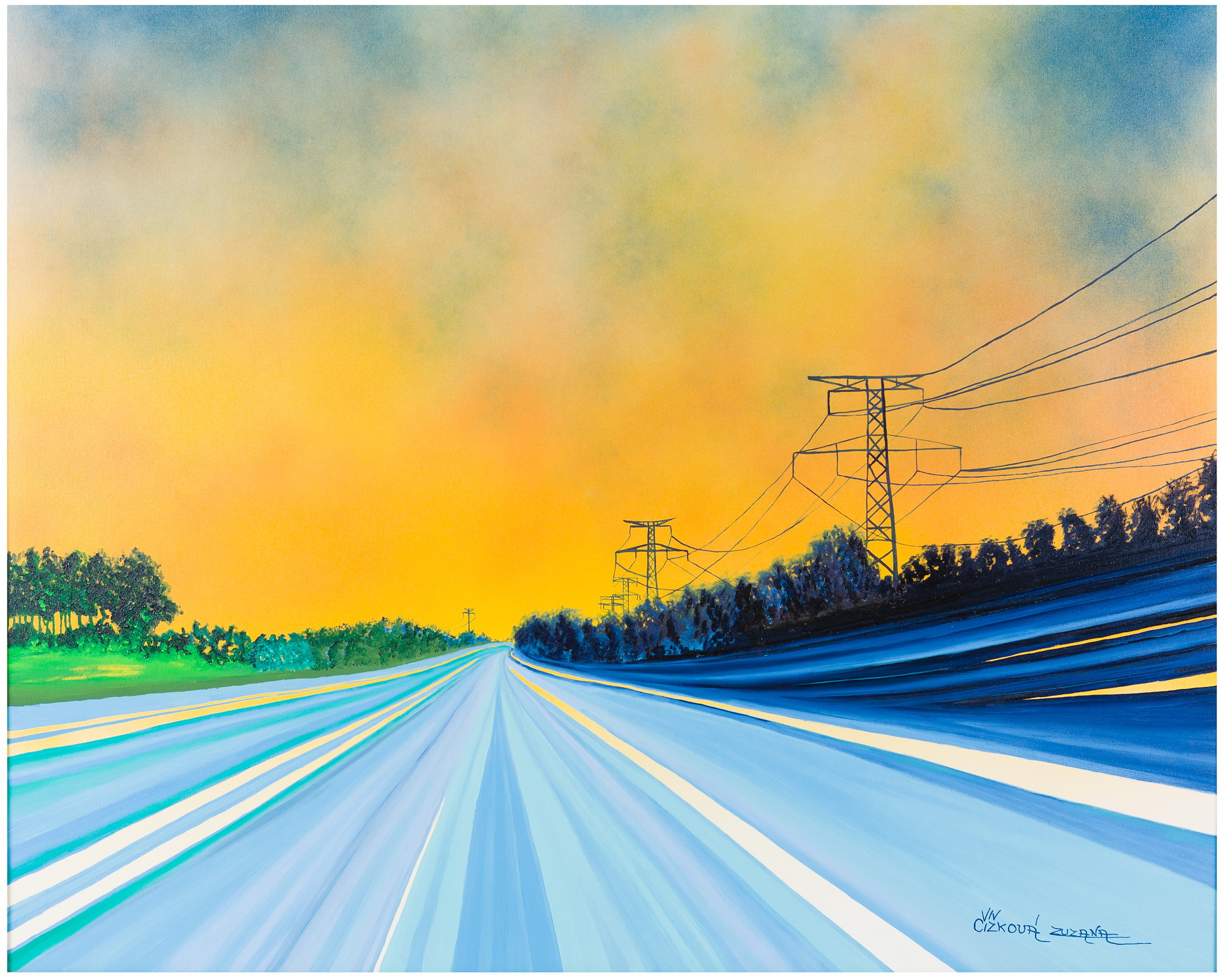
Route en Normandie
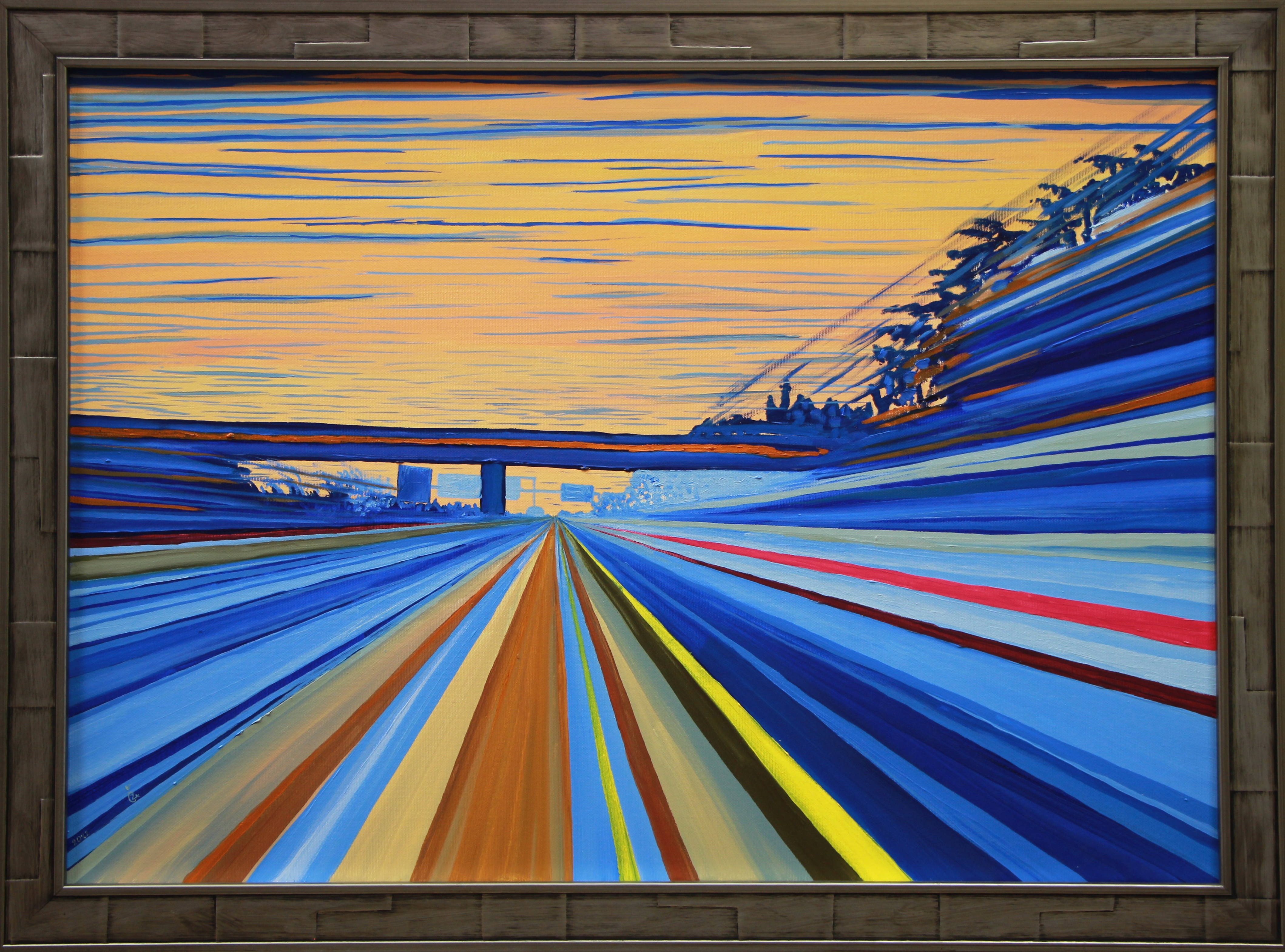
From Dusk Till Dawn
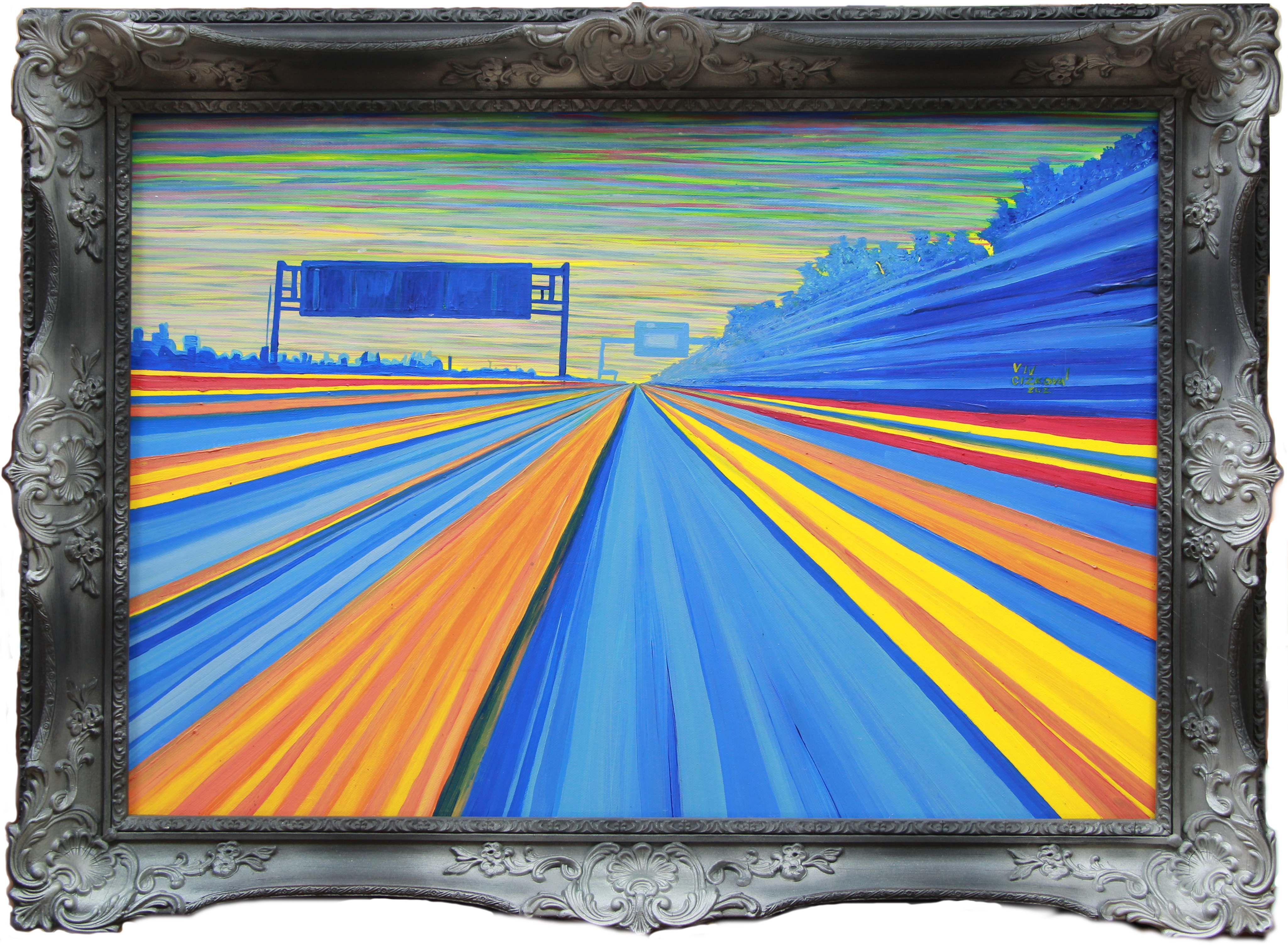
King Of The World - Roi du monde
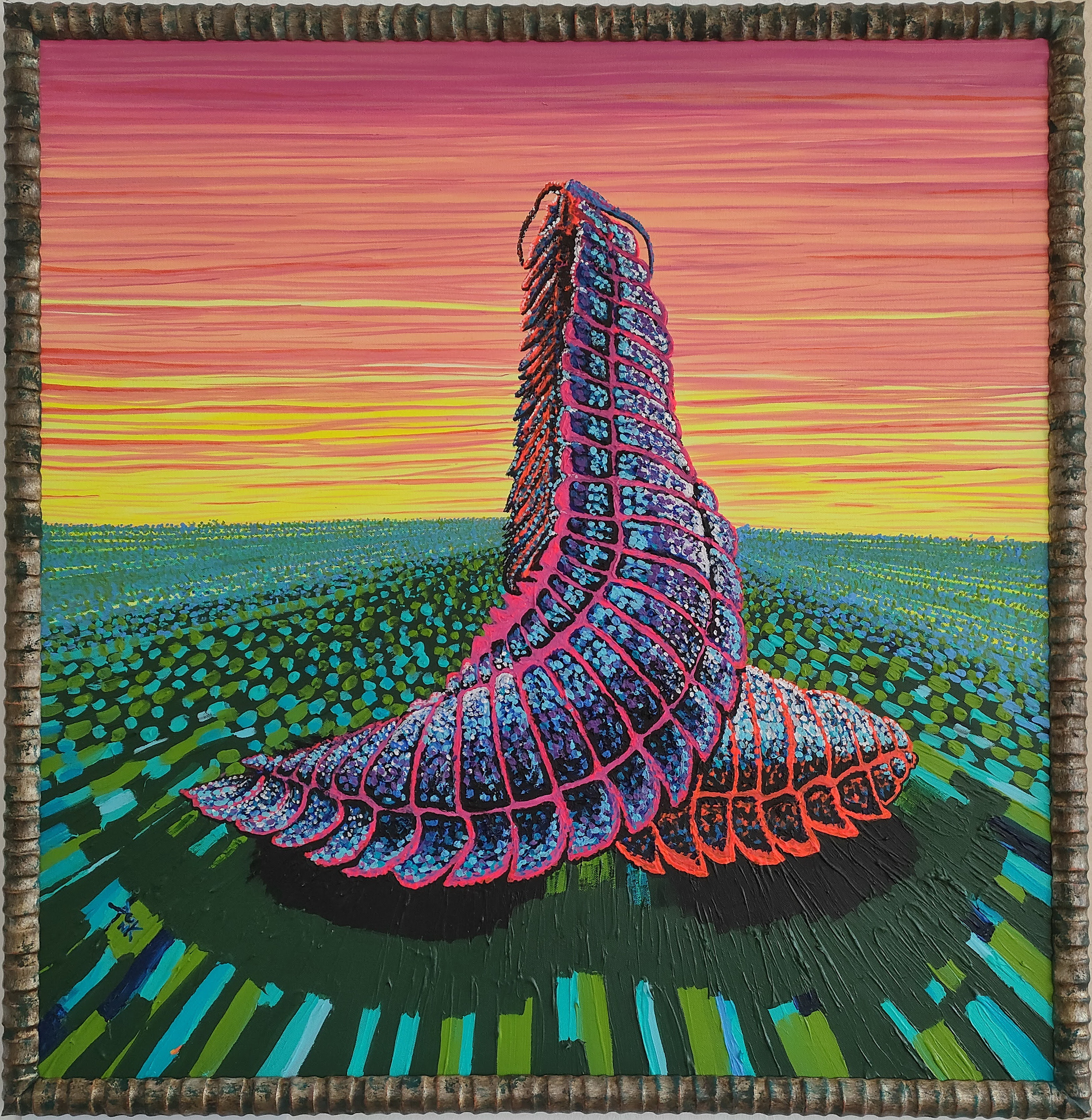
Ou est l'arbre?
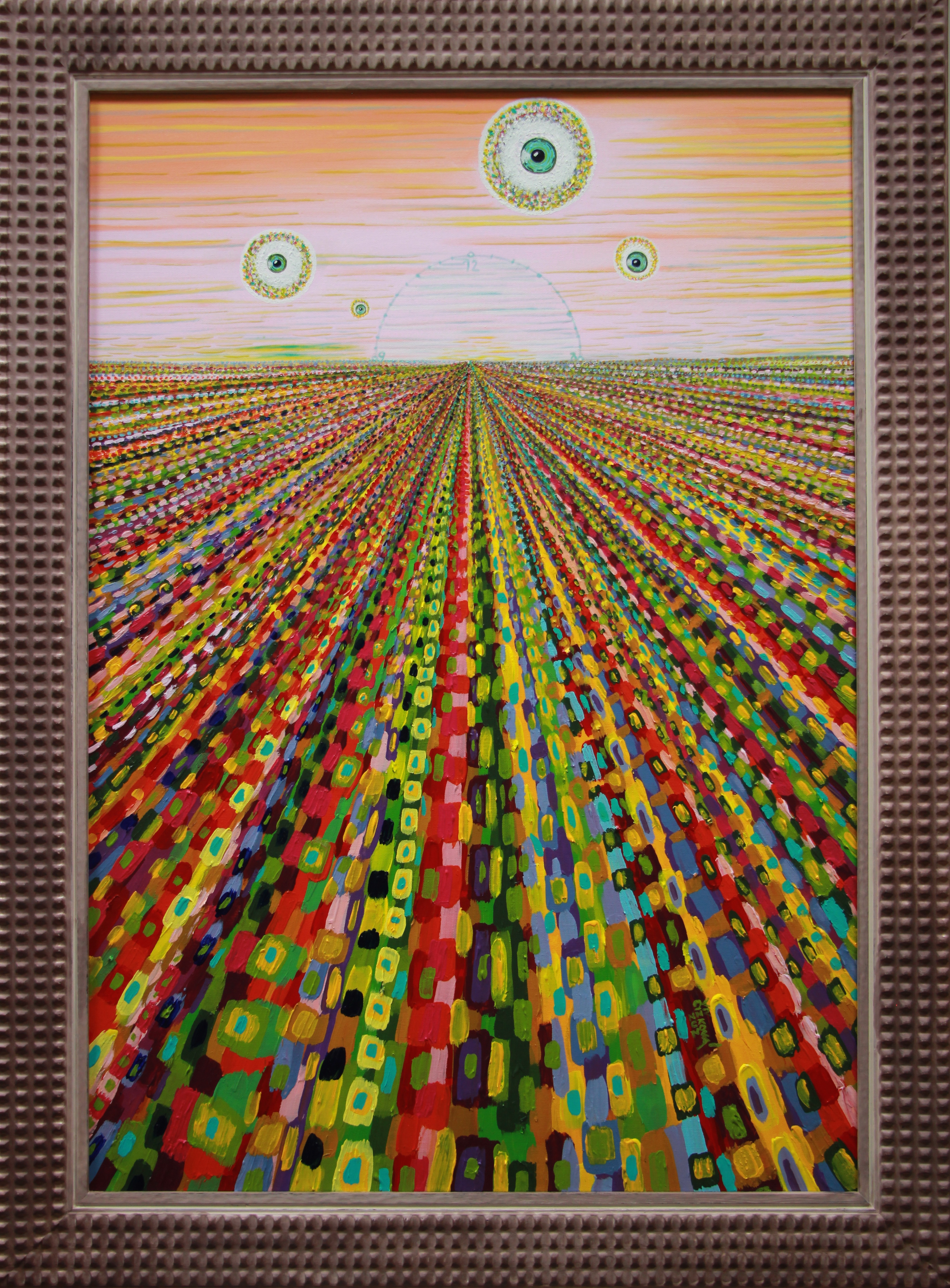
Horizon des évenements
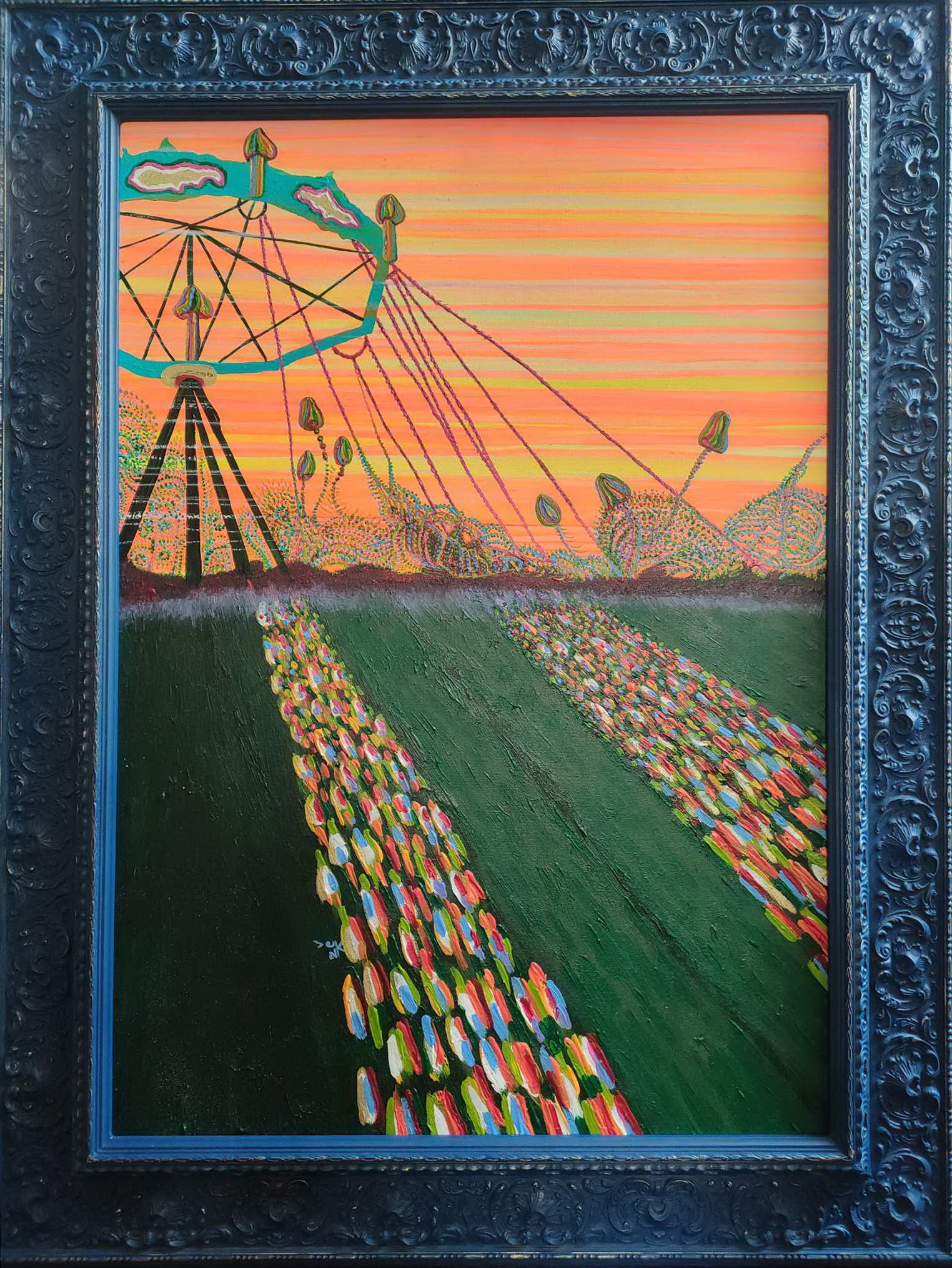
Temps passés
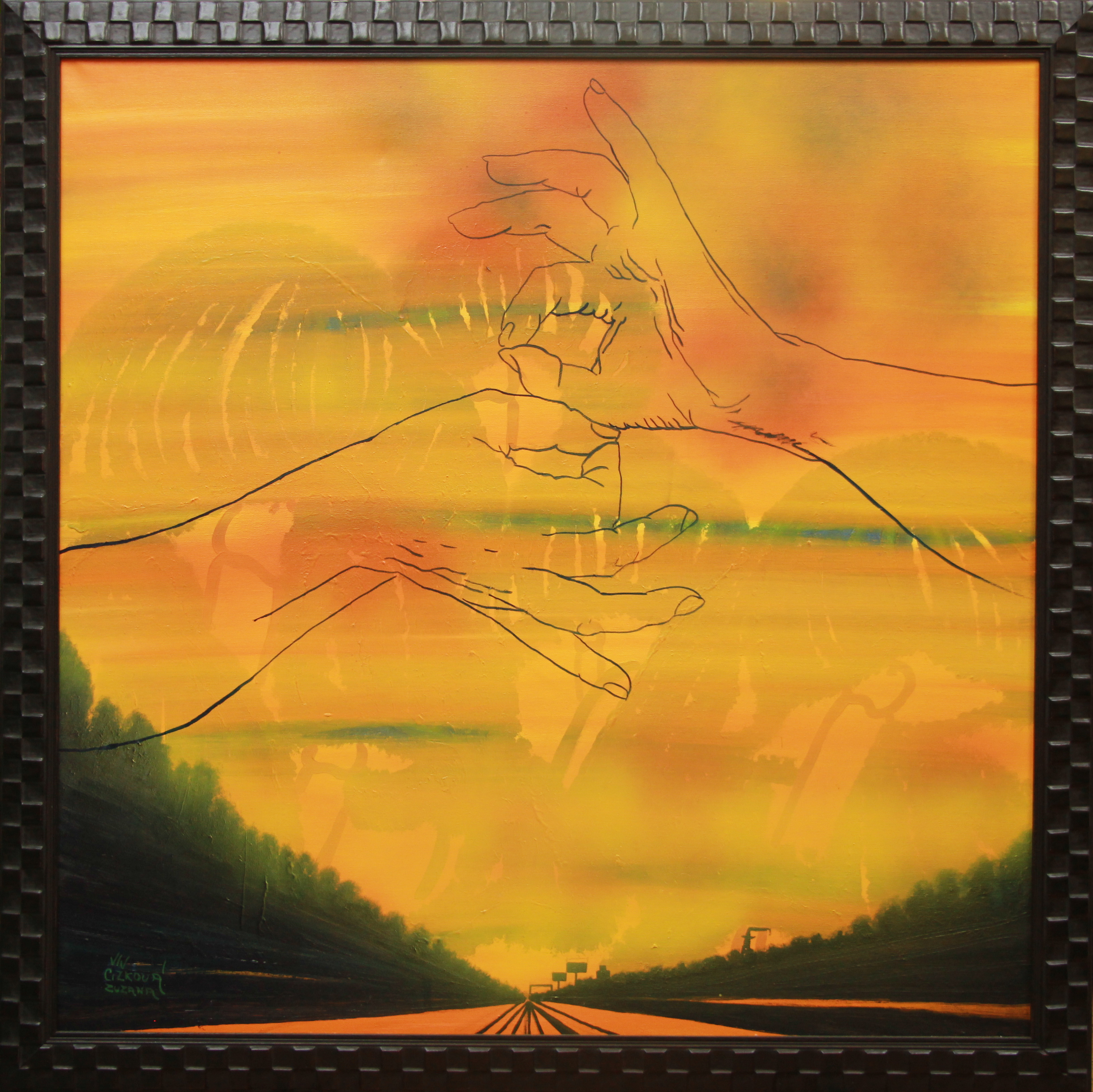
Paths Of Happiness

## Sculpture

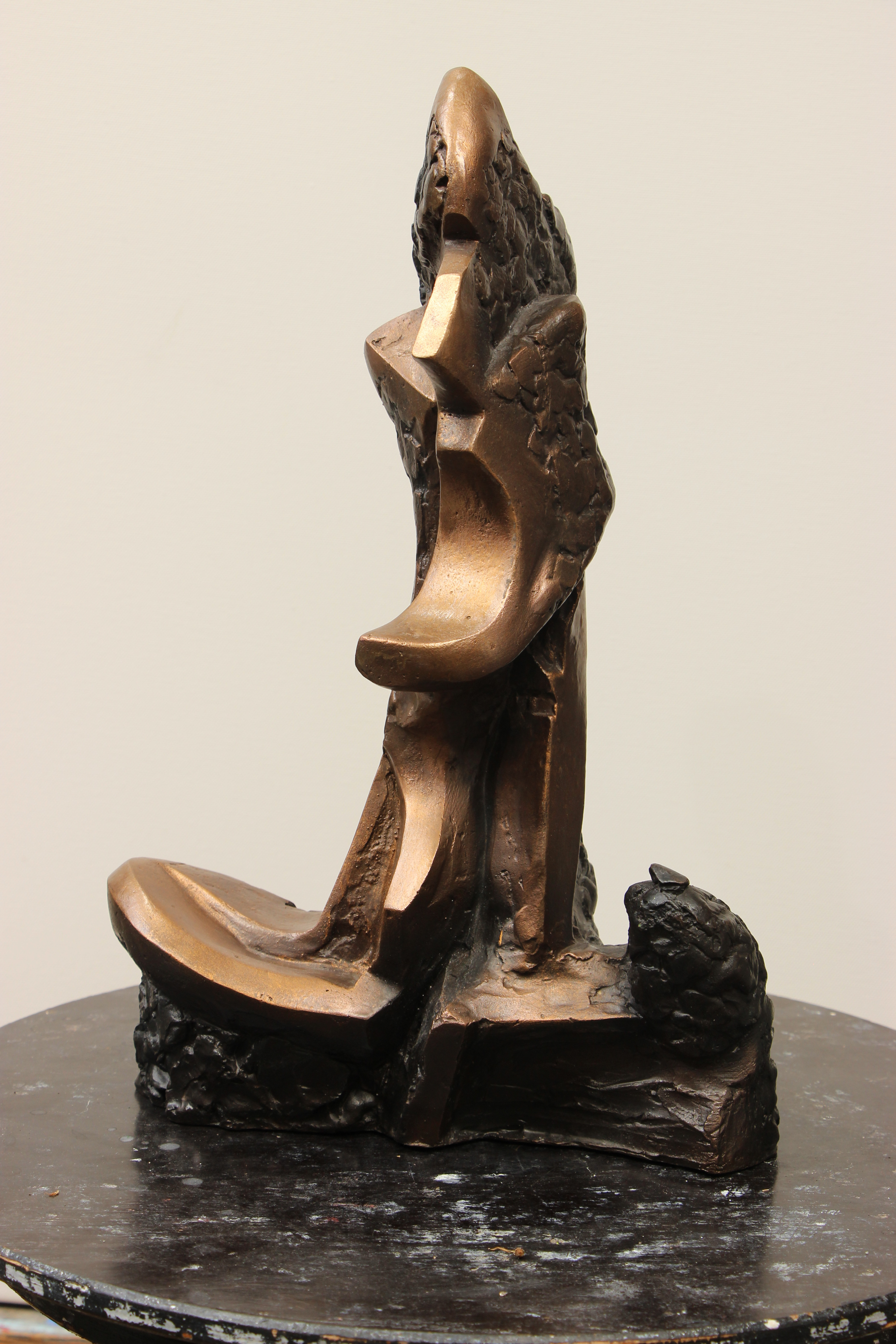
Chant cubiste - bronze
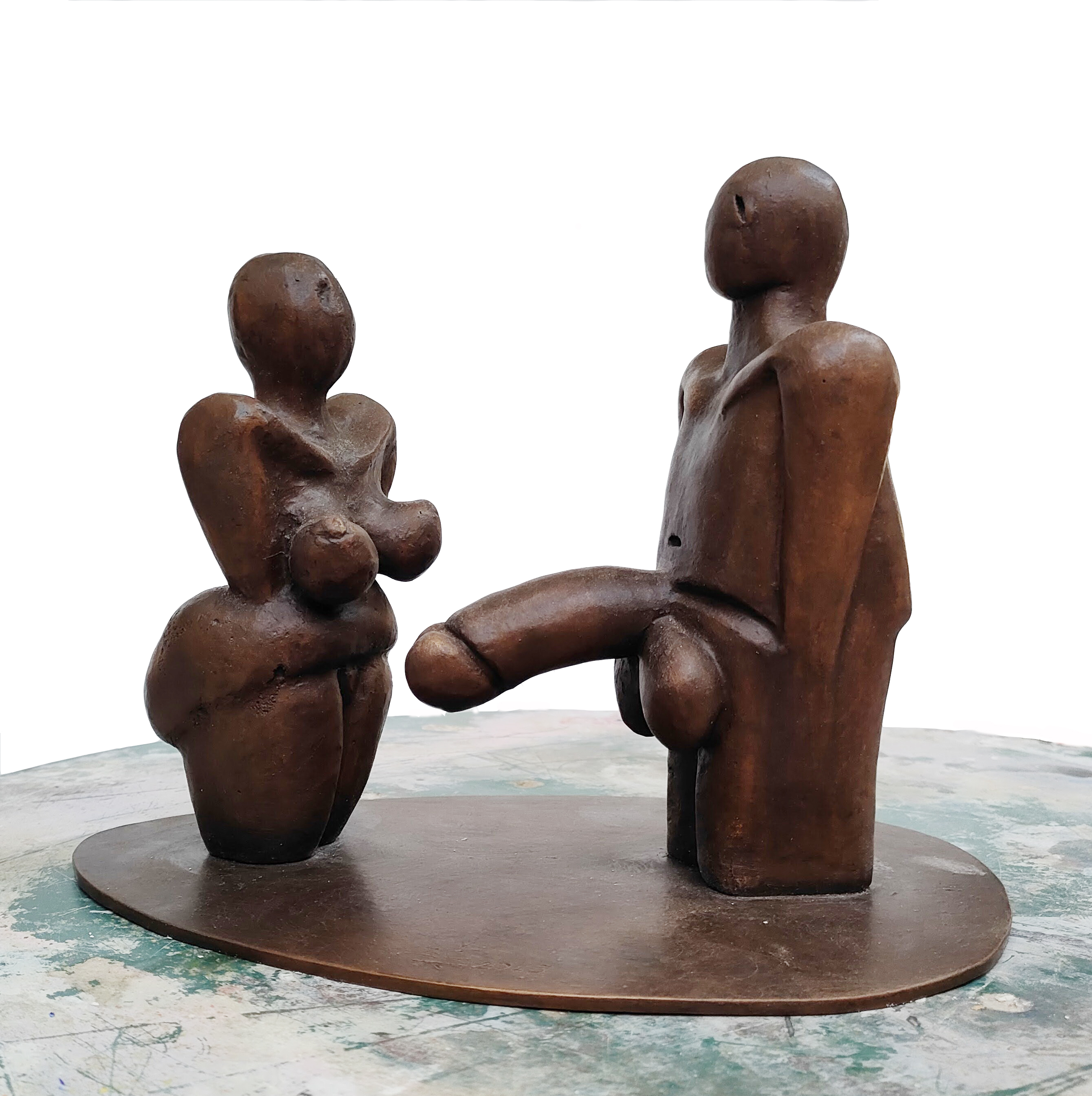
Communication nonverbale - bronze
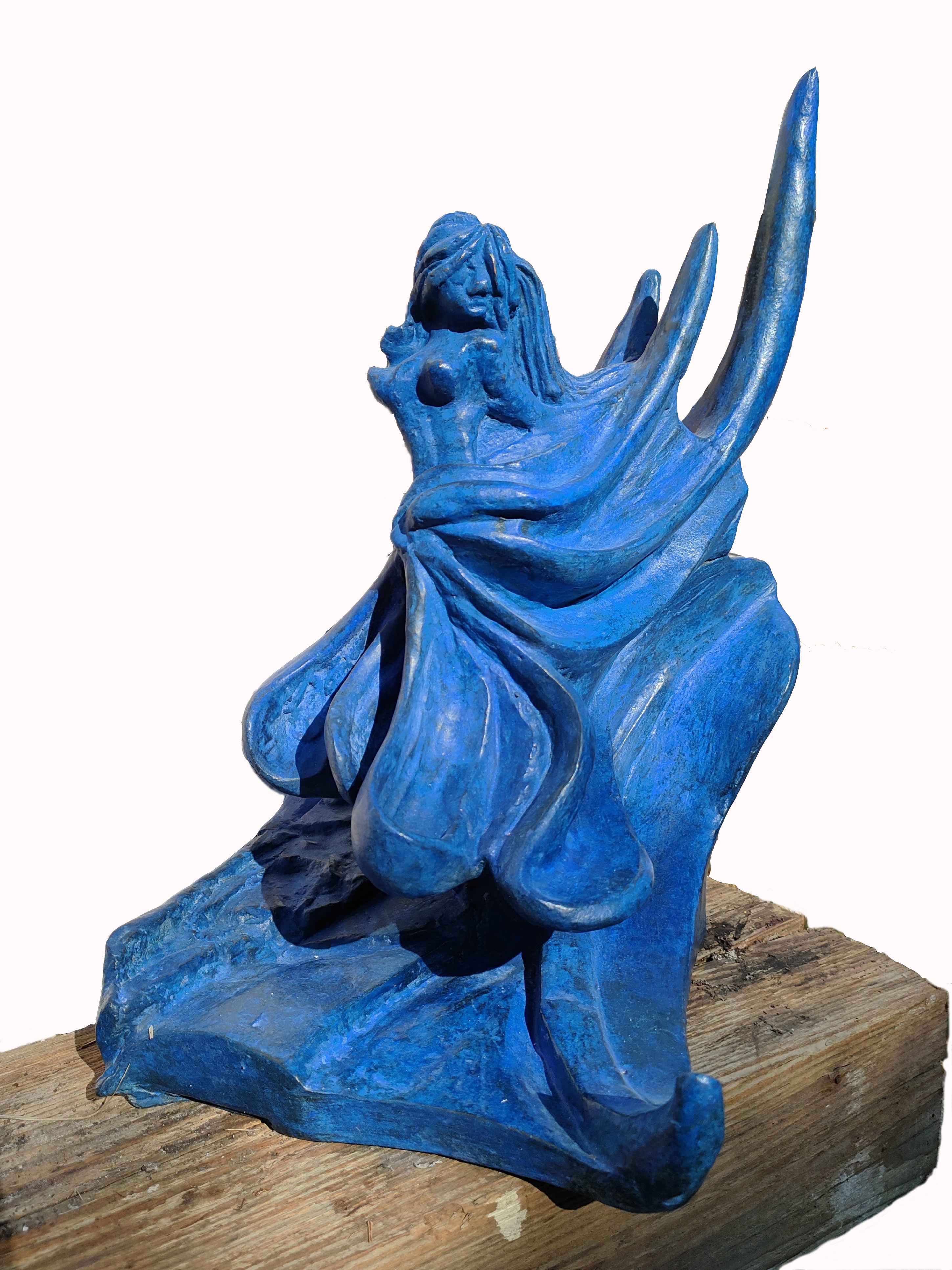
Sur le vague du désir - bronze patiné
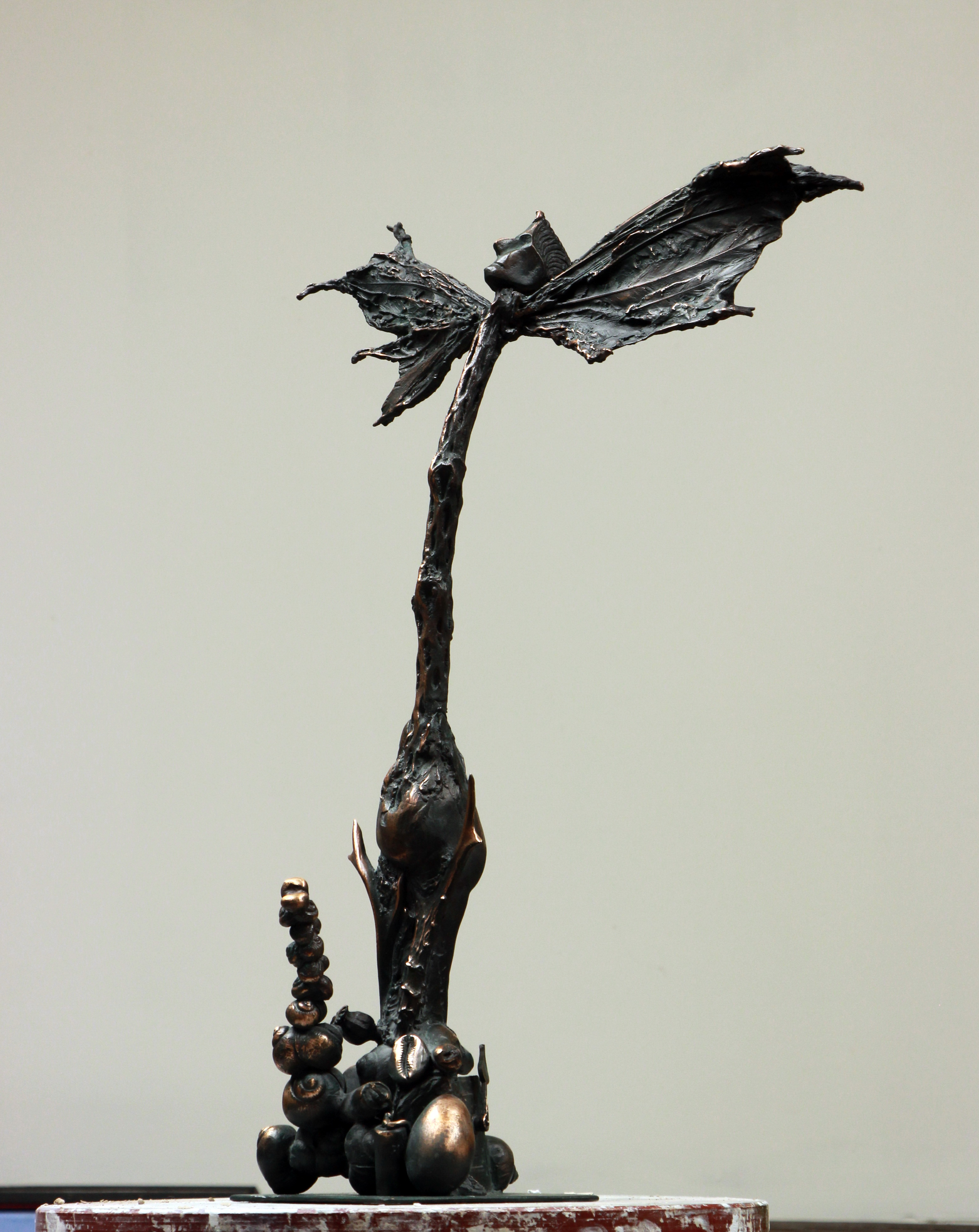
La joie avec Dali -  bronze
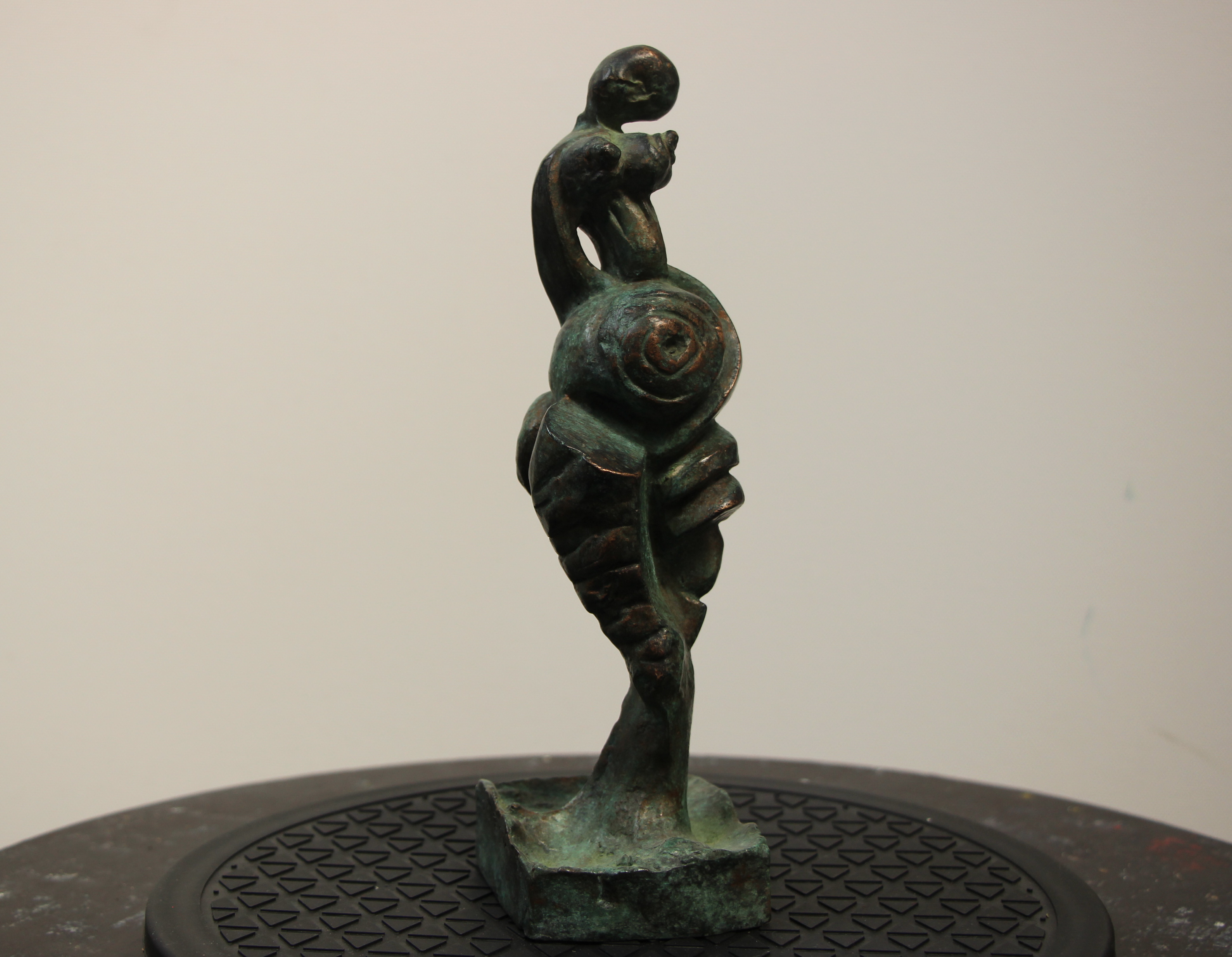
Femme - violon - bronze

## Réalisations permanentes à l’extérieur (sélection)
- Saint Florian, à Čížkov, grès
- Défense de mammouth, à Ostrava – Landek, pierre (2006)
- La maitresse de l’empereur Rodolphe II à Brandýs nad Labem, béton (2006)
- Trois madones à Prague – Prosek, pierre (2010)
- Langage de signe – à Prague – Smíchov, béton (2011)
- Monument à Saint Agnès de Bohème à Poděbrady, pierre artificiel (2012)
- Monument au peintre tchèque Ludvík Kuba à Poděbrady, béton, céramique (2013)